# Partit Comunista Somali
El Partit Comunista Somali fou fundat a Somalilàndia als anys trenta i es va estendre a la Somàlia Italiana i Ogaden durant l'administració britànica (1941-1950). Quan el 1969 els militars comunistes van agafar el poder va aportar quadres dirigents i va tenir força contacte amb el Partit Comunista Italià.
El 1976 es va diluir en el Partit Socialista Revolucionari Somali. La seva publicació es deia Xiddigata.
L'abril del 1978, després del trencament del general Siad Barre amb la Unió Soviètica, es va formar a Aden el Front Democràtic d'Alliberament de Somàlia (FDAS) amb antics membres del partit, dissidents del Partit Socialista Revolucionari Somali i alguns independents. Aquest grup va existir fins al 1981 quan es va fusionar al Partit dels Treballadors Somalis (altres dissidents del PSRS, més radicals) i el Front de Salvació de Somàlia per formar el Front Democràtic de Salvació de Somàlia (FDSS), i encara que probablement es va reconstituir el 1991 degué desaparèixer no gaire temps després.